# Territori Socialment Responsable
Un Territori Socialment Responsable (TSR) és un territori (municipi, comarca o país) que té entre les seves prioritats apostar pel desenvolupament sostenible, afrontar proactivament els principals reptes econòmics, socials o ambientals sota el consens i l'alineació d'esforços i gestionar els propis actius alineant-los vers una visió sostenible del territori.
Un Territori Socialment Responsable busca l'equilibri entre els aspectes econòmics, socials, ambientals i culturals locals, amb l'objectiu d'aconseguir una millor qualitat de vida per als seus habitants i la resta d'agents implicats, mitjançant un sistema de governança participativa. Les característiques del territori són una oportunitat única per avançar cap a un model de desenvolupament integrat, corresponsable i sostenible.
En un RSR s'intenta implicar a les administracions públiques, les empreses, les entitats no lucratives, els centres d'ensenyament i d'altres agents per tal de treballar tots plegats per aconseguir, de manera corresponsable, un territori més sostenible i socialment inclusiu. Tots els organismes i la ciutadania d'aquest territori (barri, ciutat o comarca) s'impliquen per tal de millorar el seu entorn social i ambiental, comprometent-se a treballar de manera conjunta i activa.
Les úniques definicions que han estat fruit d'un consens ampli per part dels grups d'interès són:
"Entenem el Territori Socialment Responsable (TSR) com un ecosistema de valors ètics, compromisos responsables i actituds sostenibles localitzats en un territori a partir de la suma, interacció i corresponsabilització de les organitzacions i de les persones, que permeten abordar-hi els reptes de sostenibilitat amb solucions que creen valor compartit". (Manifest de Vilanova i la Geltrú per uns TSR. Seminari TSR+10, Respon.cat, 2017).
"Un TSR és aquell que tendeix a la sostenibilitat afrontant proactivament els seus reptes econòmics, socials i ambientals, per mitjà de les estratègies col·laboratives i el compromís multilateral, amb solucions eficients que creïn valor per a totes les parts, gestionant els propis actius tangibles i intangibles i alineant-los vers una Visió sostenible del territori". (Seminari TSR, Responsabilitat Global i Associació per a les Nacions Unides, 2007).
¨Un territori socialment responsable és aquell espai geogràfic concret, sota la competència d’una administració pública, en el qual els principals actors s’han coordinat per a construir conjuntament una visió de futur fonamentada en l’anàlisi dels principals reptes socials, ambientals i econòmics, la identificació de metes comunes en pro d’un desenvolupament sostenible i la definició de les responsabilitats que cada una de les parts ha d’assumir per a aconseguir-lo”. (Xarxa Valenciana de TSR, 2018).

## Origen del terme
El concepte de Territoris Socialment Responsables (TSR) es un terme relativament nou, que des d'un punt de vista conceptual està despertant interès i expectatives entre les organitzacions implicades en el desenvolupament de la Responsabilitat Social de les Empreses amb interessos clarament de base territorial.
La definició d'un TSR no ha estat abordada fins fa relativament poc. La seva gènesi està lligada a la de l'expressió “Responsabilitat Social Corporativa”. El component central per a concebre i poder parlar d'un TSR és la generalització de l'RS entre les diferents empreses i organitzacions d'un territori. Es tractaria, d'alguna manera, de generalitzar l'enfocament de la gestió empresarial i traslladar-lo al concepte d'excel·lència de les organitzacions i iniciatives, de qualsevol tipus, mercantils, públiques o socials d'un territori determinat. Involucrar i corresponsabilitzar al conjunt de la ciutadania, en tant que treballadors, consumidors, inversors, etc., caldria aconseguir un comportament sensible amb la sostenibilitat i que pugui afrontar els reptes d'un territori amb estratègies col·laboratives.

## Característiques que defineixen un TSR
Un Territori Socialment Rsponsable es caracteritza per una sèrie de característiquesː
- Tendeix a la sostenibilitat
- Afronta proactivament els principals reptes econòmics, socials o ambientals sota el consens i l'alineació d'esforços.
- Dona solució a problemàtiques globals i cobreix necessitats no cobertes.
- Impulsa les estratègies col·laboratives i el compromís multilateral.
- Elabora solucions eficients i innovadores que creïn valor per a totes les parts.
- Gestiona els propis actius alineant-los vers una visió sostenible del territori.

## Alguns exemples de TSR a Catalunya
Un dels millors exemples a Catalunya és la comarca de la Garrotxa, un dels territoris líder en el desenvolupament de Territori Socialment Responsable a partir dels projectes portats a terme en foment de l’RSE i l’RSA, de manera aplicada i pràctica en un entorn rural. El lideratge del projecte va recaure en la Fundació Garrotxa Líder, la qual fou també un referent per a tots els altres territoris rurals catalans que van gestionat el programa Leader. Va merèixer el Reconeixement al TSR dins els Premis Respon.cat del 2015.
A Barcelona, un exemple de TSR és el Barri del Raval. El projecte de TSR del Raval, té com a objectiu promoure la millora de l'entorn i la qualitat de vida de les persones. Per aconseguir-ho busca la implicació de les persones que viuen al barri i dels diferents agents socials, econòmics i culturals que ja estan exercint la seva Responsabilitat Social i motivant a la resta d'agents amb presència al Raval a participar-hi. Així, s'ha creat un grup promotor, que defineix les línies estratègiques a seguir, en el qual es troben museus, hotels, fundacions, entitats i veïns del barri, entre les quals destaca la Fundació Tot Raval. Va merèixer el Reconeixement al TSR dins els Premis Respon.cat del 2016.
La comarca de l'Alt Penedès va ser pionera en TSR a Catalunya, impulsat per un organisme de referència a la comarca, ja que la Fundació Pro Penedès també tenia l’encàrrec del Pla Estratègic Penedès entre d'altres, i acull els agents públics, econòmics i socials del territori. El model s’ha basat en un treball constant a ritme anual amb els diferents agents, molt especialment pimes, ajuntaments i agents econòmics, i en menor mesura sector no lucratiu. Va crear una taula de TSR o espai de trobada, ara no activa. Algunes de les accions s’han projectat damunt el conjunt del Penedès, abastant les comarques del Baix Penedès, el Garraf i l’Anoia. Va promoure un desenvolupament centrat en el sector turístic en un projecte que es va ampliar a tot el Penedès. Va merèixer el Reconeixement al TSR dins els Premis Respon.cat del 2017.
Barri de Marianao de Sant Boi de Llobregat, amb el lideratge de la Fundació Marianao, una entitat social que des de l’any 1985 desenvolupa projectes socials i educatius al servei de tota la comunitat, treballant de manera preferent amb aquelles persones que pateixen situacions de vulnerabilitat social a partir d’un model d’intervenció comunitària, d’atenció integral i apoderament. El seu àmbit d’intervenció preferent és la realitat local de Sant Boi de Llobregat i la comarca del Baix Llobregat. Va merèixer el Reconeixement al TSR dins els Premis Respon.cat del 2018.
Manlleu, que amb l’objectiu de millorar la qualitat de vida de les persones, i per tal de buscar l’equilibri entre els aspectes econòmics, socials, ambientals i culturals del territori, posà en marxa la campanya Manlleu, territori socialment responsable, que  vol apropar a les empreses, comerços i ciutadania els valors del desenvolupament sostenible. Va merèixer el Reconeixement al TSR dins els Premis Respon.cat del 2020.
El Pallars Jussà disposa d’un pla de desenvolupament socioeconòmic que ha influït en l’aposta per un desenvolupament socialment responsable, posant al centre del creixement econòmic la qualitat de vida de les pallareses i dels pallaresos. D’aquesta manera tant, s’ha entès el creixement econòmic tenint en compte les oportunitats que generaven els recursos endògens comarcals representats pels sectors agroalimentari, comercial i turístic, apostant per l’acompanyament en la creació de noves empreses, cooperatives incloses, i vetllant per la formació i l’ocupabilitat de la població. Igualment, ha estat molt present, l’aposta per uns serveis socials i de benestar de qualitat, que garantissin drets de ciutadania a la vegada que suposaven oportunitats de desenvolupament econòmic, de generació de llocs de treball i fixació de població. Durant el 2021 s’ha realitzat un procés d’actualització de l’estratègia econòmica i de reactivació que ha mantingut l’essència de l’anterior pla, treballant per fer una comarca més habitable, més sostenible i amb més oportunitats de desenvolupament personal, social i comunitari per a tothom. Va merèixer el Reconeixement al TSR dins els Premis Respon.cat del 2021.
Mataró és una ciutat pionera en treballar per la Responsabilitat Social a les Organitzacions i com a Territori Socialment Responsable. En els darrers vint anys, l’Ajuntament ha anat integrant en els seus plans d’acció, iniciatives que contribueixen a incrementar l’impacte en l’àmbit de la Responsabilitat Social, esdevenint un eix transversal present en l’execució de la política pública local. Una d’elles és l’aposta pel creixement i consolidació de l’Economia Social i Solidària, amb fort arrelament històric a la ciutat. A la pràctica suposa la consolidació de noves formes d’entendre l’empresa i l’economia impulsant nous models socioeconòmics de construcció d’una ciutat de drets i oportunitats. L’economia ha d’estar al servei de les persones i contribuir al desenvolupament integral del territori, partint de criteris de sostenibilitat individual, col·lectiva i ambiental. Va merèixer el Reconeixement al TSR dins els Premis Respon.cat del 2022.
Ripollès, Vall de Ges, Orís i Bisaura és un territori liderat com a TSR per l'Associació Leader Ripollès Ges Bisaura. Destaca especialment el projecte ENFOCC (Energia, Forest i Canvi Climàtic), que treballa per promoure una gestió forestal sostenible per tal de contribuir a la conservació dels ecosistemes naturals i fer-los més resilients a pertorbacions com els incendis forestals. Alhora, promou l’aprofitament dels recursos que ofereixen els boscos a partir de la promoció de l’ús de la biomassa amb finalitats energètiques, la revalorització de l’ús de la fusta i les fórmules de gestió silvopastorals. D’aquesta manera s’assoleix una estratègia transversal que promou l’ocupació per la creació d’economies a escala i la revalorització de les activitats forestals i ramaderes, les quals també ajuden a mantenir el paisatge, un altre dels elements patrimonials dels territoris rurals. Va merèixer el Reconeixement al TSR dins els Premis Respon.cat del 2023.